# Nu tacka Gud, allt folk
Nu tacka Gud, allt folk (tyska: Nun danket alle Gott) är en lov- och tackpsalm av Martin Rinkart från år 1636. Melodi (2/2, Ess-dur) av Johann Crüger från 1647, tryckt 1648 i hans Praxis pietatis melica som är samma som till psalmen Med pelarstoder tolv står Herrens helga kyrka och psalmerna O store Allmakts-Gud (1695 nr 324), Väl mig i evighet (1695 nr 241), Mitt hjärta, fröjda dig (1695 nr 299) och O Gud, som skiftar allt (1695 nr 333).
Psalmen publicerades 1636 i Rinkarts bok ”Jesu Herzbüchlein”, men förelåg enligt Oscar Lövgren redan sex år tidigare i manuskript. Psalmen skulle alltså ha författats senast år 1630, och Lövgren antar att den skrivits med anledning av hundraårsminnet av Augsburgska bekännelsen och den högtid som hölls i Kursachsen den 25-27 juni detta år. 
Uppslaget till psalmen kommer från de apokryfiska böckerna i Bibeln (1921) (Syrak 50: 24-26) där det står: ”Nu tacker Gudi alla, den stora ting gör i alla ändar; den oss levande bevarar allt ifrån moderlivet, och gör oss allt gott. Han give oss ett glatt hjärta, och förläne frid alltid i vår tid i Israel, och att hans nåd må alltid när oss bliva, och frälsa oss, så länge vi leva.” Denna vers användes tydligen ofta som bordsbön hos familjen Rinkart, och även den nya psalmen sjöngs i detta sammanhang; från början publicerades den under rubriken ”Bordsvisa efter måltiden”.
Jesper Swedberg översatte psalmen för sitt psalmboksförslag år 1694, och den kom i hans version in i 1695 års psalmbok med anslaget "Nu tacker Gud, allt folk”. Även i 1819 års psalmbok infördes den, dock med några smärre ändringar, och i samma version kom den med i 1937 års psalmbok. 
För 1986 års psalmbok gjordes dock en del ändringar av Karl-Gustaf Hildebrand, bl.a. blev anslaget moderniserat till ”Nu tacka Gud, allt folk” (så minskades risken för att folk skulle sjunga eller tänka ”Nu tackar Gud allt folk”). Dessutom försvann ”moderlivet” ur psalmen och ersattes med en hänsyftning på dopet.
I Lova Herren har man behållit versionen från 1937 års psalmbok, så när som på några smärre förändringar i första versen (se länken till Wikisource).

## Publicerad i
- 1695 års psalmbok som nr 305 under rubriken "Lof- och tacksägelsepsalmer".
- 1819 års psalmbok som nr 272 under rubriken "Kristligt sinne och förhållande - I allmänhet: Förhållandet till Gud: Guds lov".
- Sionstoner 1889 som nr 515.
- Svensk söndagsskolsångbok 1908 som nr 159 under rubriken "Böne- och lovsånger".
- Svenska Missionsförbundets sångbok 1920 som nr 409 under rubriken "Lovsånger"
- Segertoner 1930 som nr 342.
- Sionstoner 1935 som nr 50 med titelraden "Nu tacken Gud, allt folk", under rubriken "Guds lov".
- 1937 års psalmbok som nr 12, fortfarande med titelraden "Nu tacker Gud, allt folk", under rubriken "Guds lov".
- Segertoner 1960 som nr 342.
- Frälsningsarméns sångbok 1968 som nr 721 under rubriken "Begynnelse Och Avslutning".
- Sionstoner 1972 som nr 6 med titelraden "Nu tacken Gud, allt folk".
- Den svenska psalmboken 1986 som nr 5 under rubriken ”Lovsång och tillbedjan”.
- Finlandssvenska psalmboken 1986 som nr 286 under rubriken "Glädje och tacksamhet".
- Lova Herren 1988 som nr 3 med titelraden "Nu tacka Gud, allt folk", under rubriken "Guds heliga trefaldighet".
- Cecilia 2013 som nr 5 under rubriken "Lovsång och tillbedjan".

## Motsvarigheter på övriga språk
- Bokmål: Nå takker alle Gud
- Danska: Nu takker alle Gud
- Engelska: Now Thank We All Our God
- Finska: Nyt Herraa kiittäkäät
- Nederländska: Dankt, dankt nu allen God
- Tyska: Nun Danket Alle Gott